# Kanton Marckolsheim
Marckolsheim is een voormalig kanton van het Franse departement Bas-Rhin. Het kanton maakte deel uit van het arrondissement Sélestat-Erstein.
Op 1 januari 2015 werd het kanton Marckolsheim opgeheven en behalve Diebolsheim werden de gemeenten bij het aangrenzende kanton Sélestat gevoegd. Diebolsheim werd samen met het aangrenzende kanton Benfeld, dat ook opgeheven werd, toegevoegd aan het kanton Erstein.

## Gemeenten
Het kanton Marckolsheim omvatte de volgende gemeenten:
- Artolsheim
- Baldenheim
- Bindernheim
- Bœsenbiesen
- Bootzheim
- Diebolsheim
- Elsenheim
- Heidolsheim
- Hessenheim
- Hilsenheim
- Mackenheim
- Marckolsheim (hoofdplaats)
- Mussig
- Muttersholtz
- Ohnenheim
- Richtolsheim
- Saasenheim
- Schœnau
- Schwobsheim
- Sundhouse
- Wittisheim